# 羊鯛
羊鯛為輻鰭魚綱鱸形目鱸亞目鯛科的其中一種，分布於西大西洋區，從加拿大新斯科細亞省至巴西海域，體長可達91公分，棲息在沿海海域、河口區，有時會進入淡水，屬肉食性，以軟體動物棘甲殼類為食，可做為食用魚、遊釣魚及觀賞魚。